# Scea necyria
Scea necyria là một loài bướm đêm thuộc họ Notodontidae. Nó được tìm thấy ở Nam Mỹ, bao gồm và có thể hãn hữu ở Ecuador.